# Sun d'Or International Airlines

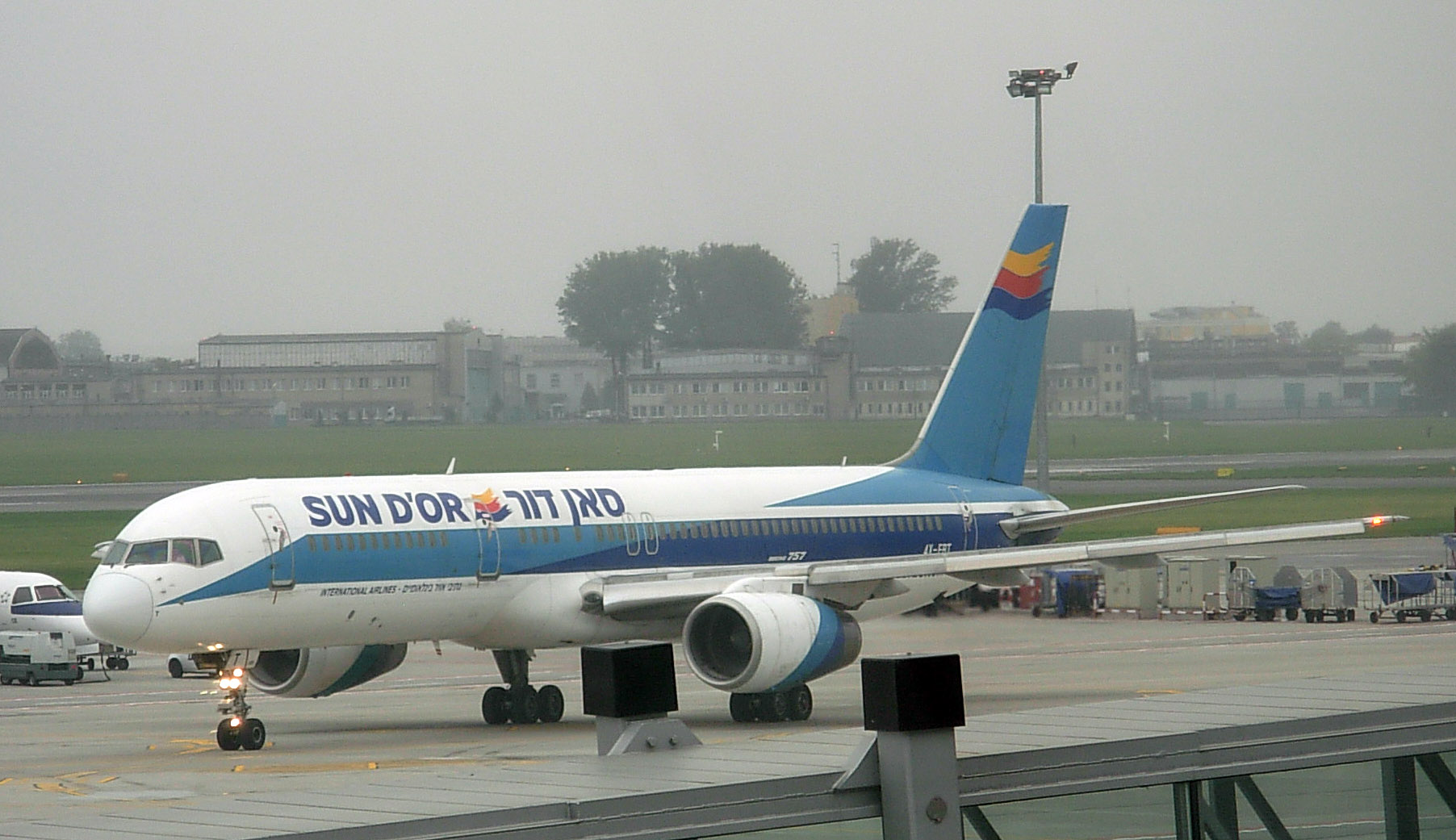
Sun d'Or B-757-200 (4X-EBT) in Warschau

Sun d'Or International Airlines Limited (kortweg: Sun d'Or) (Hebreeuws: סאן דור) is een Israëlische chartermaatschappij met hoofdkantoor in Tel Aviv. Het was een volle dochteronderneming van El Al Israel Airlines en voerde regelmatig ad-hoc- en seizoensgebonden vluchten uit met vliegtuigen geleased van El Al.

## Geschiedenis
Sun d'Or werd opgericht op 1 oktober 1977 als El Al Charter Services Ltd, een dochteronderneming van El Al Israel Airlines in een tijd waarin de maatschappij volledig in handen was van de staat. De luchtvaartmaatschappij veranderde de naam in 1981 in Sun D'Or (D'Or betekent "van goud" in het Frans). Later werd International Airlines hieraan toegevoegd, zodat Sun d'Or International Airlines ontstond.
Sinds april 2001 was Sun D'Or uitgegroeid tot een belangrijke speler op de Israëlische chartermarkt. In januari 2005 werd Sun D'Or een particuliere onderneming na de privatisering van El Al.
Sun D'Or International Airlines is altijd een volle dochteronderneming van El Al Israel Airlines geweest. De passagiers konden profiteren van deze samenwerking. Voordelen omvatten de mogelijkheid voor passagiers om El Al-frequentflyerpunten te verzamelen op Sun D'Or-vluchten en de levering van speciale maaltijden door Tamam-Catering, een El Al-dochteronderneming.

## Vloot
De vloot van Sun d'Or 